# آتیک ۱۱۳۸
سیارک ۱۱۳۸ (به انگلیسی: 1138 Attica، نامگذاری:1929WF) هزار و صد و سی و هشتمین سیارک کشف شده‌است که در ۲۲ نوامبر ۱۹۲۹ و در هایدلبرگ کشف شد.
قدر مطلق سیارک برابر ۱۱٫۳۰ است.